# La condanna del sangue. La primavera del commissario Ricciardi
La condanna del sangue. La primavera del commissario Ricciardi è un romanzo giallo, secondo volume della serie Le indagini del commissario Ricciardi dello scrittore Maurizio de Giovanni.

## Trama
Napoli, Aprile 1931. La cartomante e usuraia Carmela Calise viene uccisa con ferocia bestiale. Donna che dava e toglieva speranza aveva fin troppi che desideravano che non vedesse un'altra primavera. Ricciardi dovrà quindi scavare tra odio, disperazione e povertà per trovare l'assassino, scoprendo che anche una persona molto importante per lui, stava iniziando a servirsi della Calise.
Intanto il brigadiere Maione, indaga sulla misteriosa aggressione subita dalla bellissima Filomena Russo.